# Alois Podhajsky
Alois Podhajsky (24 de febrero de 1898-23 de mayo de 1973) fue un jinete austríaco que compitió en la modalidad de doma. Participó en dos Juegos Olímpicos de Verano en los años 1936 y 1948, obteniendo una medalla de bronce en Berlín 1936 en la prueba individual.

## Palmarés internacional
| Juegos Olímpicos | Juegos Olímpicos  | Juegos Olímpicos  | Juegos Olímpicos |
| Año              | Lugar             | Medalla           | Categoría        |
| ---------------- | ----------------- | ----------------- | ---------------- |
| 1936             | Berlín (Alemania) | Medalla de bronce | Individual       |